# Brittany Finamore
Brittany Renee Finamore (Plymouth, 1981) è un'attrice statunitense.

## Biografia
Brittany Renee Finamore inizia la sua carriera nel 1996 nel film per la televisione Un angelo a New York diretto da Vinicius Mainardi.
È nota al pubblico per la sua partecipazione nel film: Pulse 3 (2008) e per il ruolo di Angela in Forget Me Not
Brittany è apparsa anche in serie televisive come Glee, Squadra Med - Il coraggio delle donne, Una mamma per amica ed in cinque episodi della serie televisiva Malcolm, nel ruolo di Alison.

## Filmografia parziale

### Cinema
- Things Behind the Sun, regia di Allison Anders (2001)
- Pulse 3, regia di Joel Soisson (2008)
- Sola contro tutti (Nowhere to Hide), regia di John Murlowski (2009)
- Forget Me Not, regia di Tyler Oliver (2009)
- Babysitter Beware, regia di Douglas Horn (2009)
- The Kitchen, regia di Ishai Setton (2012)
- Actor for Hire, regia di Marcus Mizelle (2015)
- Go Back to China, regia di Emily Ting (2019)

### Televisione
- Un angelo a New York, regia di Vincius Mainardi  – film TV (1996)
- Destini – soap opera, 10 puntate (1999)
- Malcolm – serie TV, 5 episodi (2002-2003)
- Giudice Amy – serie TV, episodio 4x16 (2003)
- Una mamma per amica – serie TV, episodio 4x19 (2004)
- Squadra Med - Il coraggio delle donne – serie TV, episodio 5x13 (2004)
- Amore e patatine (Life on a Stick) – serie TV, episodio 1x03 (2005)
- Cory alla Casa Bianca – serie TV, 2 episodi (2007-2008)
- Ghost Whisperer - Presenze – serie TV, episodio 5x12 (2010)
- Rizzoli & Isles – serie TV, episodi 2x03 (2011)
- Diario di una nerd superstars – serie TV, episodio 2x07 (2012)
- Glee – serie TV, episodio 5x19 (2014)
- Kickin It - A colpi di karate – serie TV, episodio 4x12 (2014)
- Grace and Frankie – serie TV, episodi 1x03 (2015)